# Законодательные собрания провинций и территорий Канады
Здесь представлен список законодательных собраний провинций и территорий Канады.
| Провинциальное или территориально законодательное собрание                                     | Либеральная партия | Прогрессисты- консерваторы | Новодемократы | Пров. партии | Д. Д. К. (Квебек) | Союз (Альберта) | Независимые |
| ---------------------------------------------------------------------------------------------- | ------------------ | -------------------------- | ------------- | ------------ | ----------------- | --------------- | ----------- |
| Законодательное собрание Британской Колумбии                                                   | 46                 | 0                          | 33            | 0            | -                 | -               | 0           |
| Законодательное собрание Альберты                                                              | 16                 | 61                         | 4             | 0            | -                 | 1               | 1           |
| Законодательное собрание Саскачевана                                                           | 0                  | 0                          | 30            | 28           | -                 | -               | 0           |
| Законодательное собрание Манитобы                                                              | 2                  | 19                         | 36            | 0            | -                 | -               | 0           |
| Законодательное собрание Онтарио                                                               | 67                 | 25                         | 10            | -            | -                 | -               | 0           |
| Национальное собрание Квебека                                                                  | 66                 | -                          | -             | 51           | 7                 | -               | 1           |
| Законодательное собрание Нью-Брансуика                                                         | 13                 | 42                         | 0             | -            | -                 | -               | -           |
| Палата ассамблеи Новой Шотландии                                                               | 9                  | 23                         | 20            | -            | -                 | -               | 1           |
| Генеральная ассамблея Острова Принца Эдуарда (Законодательное собрание Острова Принца Эдуарда) | 23                 | 4                          | 0             | -            | -                 | -               | 0           |
| Палата ассамблеи Ньюфаундленда и Лабрадора                                                     | 12                 | 34                         | 1             | -            | -                 | -               | 0           |
| Законодательное собрание Юкона                                                                 | 5                  | -                          | 3             | 10           | -                 | -               | 0           |
| Законодательное собрание Северо-Западных территорий                                            | -                  | -                          | -             | -            | -                 | -               | 19          |
| Законодательное собрание Нунавута                                                              | -                  | -                          | -             | -            | -                 | -               | 19          |